# Jiřina Salačová
Jiřina Salačová, provdaná Jiřina Kárníková, (14. května 1920 v Terezíně – 8. ledna 1991 v Praze) byla česká zpěvačka.
V roce 1935 se stala spolu s bratrem Vladimírem Salačem, známým z chlapeckých rolí v prvorepublikových a protektorátních filmů, členem Kühnova dětského sboru. Souběžně také studovala odbornou knihkupeckou školu. Počala studovat zpěv pod vedením profesorky Jeleny Holečkové-Dolanské. Spolu s Věrou Kočvarovou a Radkou Hlavsovou založila dívčí vokální skupinu Sestry Allanovy. 

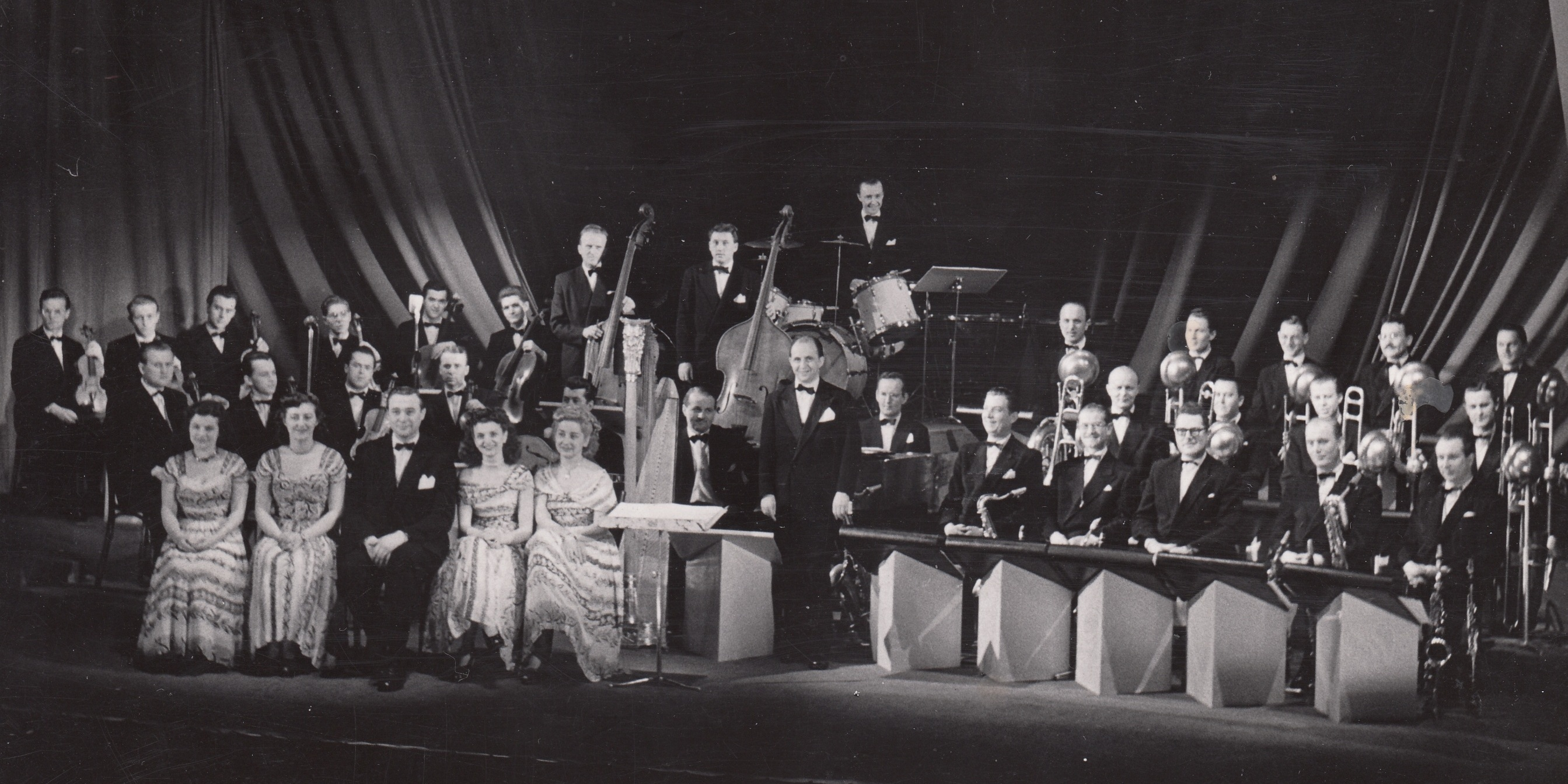
Orchestr Karla Vlacha se sestrami Allanovými, asi 1948

Ve 40. a 50. letech 20. století patřila k nejpopulárnějším českým zpěvačkám v žánru pop‑music. Koncem 50. let odchází od skupiny a v roce 1962 příležitostně účinkovala ve vokálním souboru pod vedením Lubomíra Pánka a spolu s ním doprovázela vystoupení různých pěveckých osobností české pop-music 60. let. V roce 1974 byla na Bratislavské lyře vyznamenána zlatou lyrou za zásluhy o rozvoj české taneční písně. V roce 1984 prošla úspěšným comebackem a s tanečním orchestrem Václava Hybše jezdila po republice v rámci turné předvánočních koncertů. Během svého života nahrála přibližně 250 různých písniček. Patří mezi klasické zpěvačky swingové éry české populární hudby.

## Nejznámější hity
- Pod starou lucernou
- Šeříky
- Neodcházej
- Říkej mi to potichoučku
- Když jsem kytici vázala
- Šumění deště
- Tuláček

## Diskografie
- 1984 My tři – Allanovy sestry, Supraphon
- 1986 Dr. Swing 1939–1944, Supraphon (zpěv Allanovy sestry)
- 2000 Když jsem kytici vázala, FR centrum
- 2008 Říkej mi to potichoučku – Radioservis CR0405-2, EAN 8590236040526

### Kompilace
- 1986 V+W Pěst na oko, Divotvorný hrnec